# شهرستان فرمانا
شهرستان فرمانا (به انگلیسی: County Fermanagh) یک شهرستان ایرلند شمالی در بریتانیا است که در ایرلند شمالی واقع شده‌است.

## خصوصیات
شهرستان فرمانا ۱٬۸۵۱ کیلومترمربع مساحت و ۶۱٬۱۷۰ نفر جمعیت دارد.